# Erik Lindvall
Erik Lindvall (ur. 8 marca 1895, zm. 5 czerwca 1973) – szwedzki lekkoatleta.

## Kariera
Na Letnich Igrzyskach Olimpijskich 1920 odpadł w eliminacjach biegu na 100 metrów, zajmując w swej grupie 3. miejsce.